# Songs of Chelsea, Volume X
Songs of Chelsea, Volume X — девятнадцатый студийный альбом американской певицы и пианистки Блоссом Дири, выпущенный в 1987 году на лейбле Daffodil Records.

## Об альбоме
В альбом вошли избранные песни, которые певица исполняла во время своих частых концертов в клубе The Ballroom в Челси, Манхэттен. Серия концертов Блоссом была ежегодной из-за её популярности и необычности. Дело в том, что предпочитая быть в постели к одиннадцатичасовым новостям, Дири начинала свои концерты в 6:30 вечера.

## Отзывы критиков
| Оценки критиков                            | Оценки критиков |
| Источник                                   | Оценка          |
| ------------------------------------------ | --------------- |
| AllMusic                                   | [ 2 ]           |
| Encyclopedia of Popular Music              | [ 3 ]           |
| The Rolling Stone Jazz & Blues Album Guide | [ 4 ]           |

Майкл Дж. Сантос из AllMusic поставил альбому три звезды из пяти, также как справочники Encyclopedia of Popular Music и The Rolling Stone Jazz & Blues Album Guide.

## Список композиций
1. «My Attorney Bernie» (Дэйв Фришберг) — 4:06
2. «Everything I’ve Got» (Лоренц Харт, Ричард Роджерс) — 3:19
3. «C’est Le Printemps» (Оскар Хаммерстайн II, Ричард Роджерс, Жан Саблон) — 3:25
4. «When in Rome» (Сай Коулман, Кэролин Ли) — 3:29
5. «Let the Flower Grow» (Джей Леонхарт) — 4:23
6. «My New Celebrity Is You» (Джонни Мерсер) — 5:37
7. «What Time Is It Now» (Блоссом Дири, Джек Сигал) — 4:14
8. «You Fascinate Me So» (Сай Коулман, Кэролин Ли) — 3:53
9. «There Ought to Be a Moonlight Saving Time» (Ирвинг Кагал, Гарри Ричман) — 2:57
10. «Chelsea Aire» (Уолтер Бирчетт, Блоссом Дири) — 2:20

## Участники записи
- Бас — Боб Крэншоу
- Вокал, фортепиано — Блоссом Дири
- Гитара — Джей Берлинер